# Hyalonema
A Hyalonema az üvegszivacsok (Hexactinellida) osztályának az Amphidiscosida rendjébe, ezen belül a Hyalonematidae családjába tartozó nem.
Családjának a típusneme.

## Rendszerezés
A nembe az alábbi 12 alnem és 113 faj tartozik:
- Hyalonema (Corynonema) Ijima, 1927 - 15 faj
  - Hyalonema calix Schulze, 1904
  - Hyalonema clathratum Ijima, 1895
  - Hyalonema cupressiferum Schulze, 1893
  - Hyalonema depressum (Schulze, 1886)
  - Hyalonema grandancora Lendenfeld, 1915
  - Hyalonema hercules Schulze, 1899
  - Hyalonema intersubgenerica Tabachnick, Janussen & Menschenina, 2008
  - Hyalonema natalense (Lévi, 1964)
  - Hyalonema owstoni Ijima, 1894
  - Hyalonema placuna Lendenfeld, 1915
  - Hyalonema populiferum Schulze, 1899
  - Hyalonema rotundum Ijima, 1927
  - Hyalonema tenuifusum Lendenfeld, 1915
  - Hyalonema tylostylum Lendenfeld, 1915
  - Hyalonema weltneri Schulze, 1895

- Hyalonema (Coscinonema) Ijima, 1927 - 13 faj
  - Hyalonema conus Schulze, 1886
  - Hyalonema elegans (Schulze, 1886)
  - Hyalonema gracile Schulze, 1886
  - Hyalonema indicum Schulze, 1895
  - Hyalonema kentii (Schmidt, 1880)
  - Hyalonema kirkpatricki Ijima, 1927
  - Hyalonema lamella Schulze, 1900
  - Hyalonema ovatum Okada, 1932
  - Hyalonema pateriferum Wilson, 1904
  - Hyalonema polycoelum Lévi & Lévi, 1989
  - Hyalonema schmidti Schulze, 1899
  - Hyalonema tenue Schulze, 1887
  - Hyalonema toxeres Thomson, 1873

- Hyalonema (Cyliconema) Ijima, 1927 - 30 faj
  - Hyalonema abyssale (Lévi, 1964)
  - Hyalonema apertum Schulze, 1886
  - Hyalonema clavapinulata Tabachnick, Janussen & Menschenina, 2008
  - Hyalonema coniforme Schulze, 1904
  - Hyalonema conqueror Tabachnick, Menshenina, Lopes & Hajdu, 2009
  - Hyalonema curvisclera (Lévi, 1964)
  - Hyalonema drygalskii Schulze & Kirkpatrick, 1910
  - Hyalonema eupinnulum (Lévi, 1964)
  - Hyalonema globiferum Schulze, 1904
  - Hyalonema hozawai Okada, 1932
  - Hyalonema infundibulum Topsent, 1896
  - Hyalonema keiense Ijima, 1927
  - Hyalonema lanceolata Tabachnick, Janussen & Menschenina, 2008
  - Hyalonema madagascarense (Lévi, 1964)
  - Hyalonema martabanense Schulze, 1900
  - Hyalonema masoni Schulze, 1895
  - Hyalonema molle Schulze, 1904
  - Hyalonema nicobaricum Schulze, 1904
  - Hyalonema ovatum Ijima, 1895
  - Hyalonema pirum' Schulze, 1895
  - Hyalonema polycaulum Lendenfeld, 1915
  - Hyalonema rapa Schulze, 1900
  - Hyalonema simile Schulze, 1904
  - Hyalonema somalicum Schulze, 1904
  - Hyalonema tasmani (Lévi, 1964)
  - Hyalonema tenerum Schulze, 1886
  - Hyalonema thomsoni Marshall, 1875
  - Hyalonema timorense Ijima, 1927
  - Hyalonema tulipa Schulze, 1904
  - Hyalonema valdiviae Schulze, 1904

- Hyalonema (Hyalonema) Gray, 1832 - 7 faj
  - Hyalonema intermedium Ijima, 1927
  - Hyalonema keianum (Ijima, 1927)
  - †Hyalonema parallelum (McCoy, 1844)
  - Hyalonema pellucidum Ijima, 1894
  - Hyalonema proximum Schulze, 1904
  - Hyalonema sieboldii Gray, 1835 - típusfaj
  - Hyalonema soelae Tabachnick, Janussen & Menschenina, 2008

- Hyalonema (Ijimaonema) Özdikmen, 2009 - 6 faj
  - Hyalonema aculeatum Schulze, 1895
  - Hyalonema cebuense Higgin, 1875
  - Hyalonema clavigerum Schulze, 1886
  - Hyalonema globus Schulze, 1886
  - Hyalonema heideri Schulze, 1895
  - Hyalonema topsenti Ijima, 1927

- Hyalonema (Leptonema) Lendenfeld, 1915 - 10 faj
  - Hyalonema acuferum Schulze, 1893
  - Hyalonema campanula Lendenfeld, 1915
  - Hyalonema choaniferum (Lévi, 1964)
  - Hyalonema divergens Schulze, 1887
  - Hyalonema flagelliferum Ijima, 1927
  - Hyalonema lusitanicum Bocage, 1864
  - Hyalonema ovuliferum Schulze, 1899
  - Hyalonema solutum Schulze, 1904
  - Hyalonema spatha Tabachnick & Lévi, 2000
  - Hyalonema urna Schulze, 1904

- Hyalonema (Onconema) Ijima, 1927 - 3 faj
  - Hyalonema agassizi Lendenfeld, 1915
  - Hyalonema obtusum Lendenfeld, 1915
  - Hyalonema uncinata Tabachnick & Lévi, 2000

- Hyalonema (Oonema) Lendenfeld, 1915 - 14 faj
  - Hyalonema aequatoriale Lendenfeld, 1915
  - Hyalonema bianchoratum Wilson, 1904
  - Hyalonema bipinnulum (Lévi, 1964)
  - Hyalonema crassipinulum Lendenfeld, 1915
  - Hyalonema densum Lendenfeld, 1915
  - Hyalonema geminatum' Lendenfeld, 1915
  - Hyalonema henshawi' Lendenfeld, 1915
  - Hyalonema microstauractina Tabachnick & Lévi, 2000
  - Hyalonema ovichela (Lévi, 1964)
  - Hyalonema pedunculatum Wilson, 1904
  - Hyalonema robustum Schulze, 1886
  - Hyalonema sequoia Lendenfeld, 1915
  - Hyalonema trifidum (Lévi, 1964)
  - Hyalonema umbraculum (Lendenfeld, 1915)

- Hyalonema (Paradisconema) Ijima, 1927 - 3 faj
  - Hyalonema alcocki Schulze, 1895
  - Hyalonema investigatoris Schulze, 1900
  - Hyalonema vosmaeri Ijima, 1927

- Hyalonema (Phialonemiella) Tabachnick & Menshenina, 2002 - 1 faj
  - Hyalonema brevancora Lendenfeld, 1915

- Hyalonema (Prionema) Lendenfeld, 1915 - 10 faj
  - Hyalonema agujanum Lendenfeld, 1915
  - Hyalonema azuerone Lendenfeld, 1915
  - Hyalonema crassum Lendenfeld, 1915
  - Hyalonema dufresnei Tabachnick, Menshenina, Lopes & Hajdu, 2009
  - Hyalonema fimbriatum Lendenfeld, 1915
  - Hyalonema pinulifusum Lendenfeld, 1915
  - Hyalonema poculum Schulze, 1886
  - Hyalonema repletum Reiswig, 2000
  - Hyalonema spinosum Lendenfeld, 1915
  - Hyalonema validum Schulze, 1904

- Hyalonema (Thamnonemiella) Tabachnick & Menshenina, 2002 - 1 faj
  - Hyalonema thamnophorum (Ijima, 1927)